# 穂坂衛
穂坂 衛（ほさか まもる、1920年（大正9年）8月25日 - 2016年（平成28年）10月26日）は、日本の技師・学者。東京大学名誉教授。紫綬褒章。大野豊らと共に、世界初のオンライン座席予約システムと言われるMARS-1を開発。また日本のコンピューターグラフィクス・CAD分野のパイオニア。

## 略歴
- 1920年 神奈川県生まれ
- 1942年 東京帝国大学工学部航空学科卒業
- 1942年 大日本帝国海軍 技術士官
- 1946年 日本国有鉄道技術研究所勤務
- 1959年 東京大学航空研究所教授に就任
- 1976年〜1978年 日本情報処理学会 9代目会長
- 1981年 東京電機大学教授に就任、東京大学名誉教授
- 1983年 東京電機大学総合研究所長就任
- 1995年 豊田工業大学客員教授に就任、東京電機大学名誉教授
- 2011年 豊田工業大学名誉教授

## 業績

### 海軍時代
技術士官として山名正夫の下で、艦上爆撃機の構造強度計算や、特攻機桜花の構造設計に携わる。「試験飛行時には設計者も同乗する必要があるため、ミスの許されない仕事を学んだ」と当人が語っている。

### 国鉄座席予約システム
戦後、国鉄の鉄道技術研究所に移った穂坂はフルブライト・プログラムの第一期生としてMITに留学、ノーバート・ウィーナーとの出会いをきっかけにコンピューターを工学に応用することに関心を持つようになった。帰国後、大野豊ら若手を集めコンピューター技術の応用に関する勉強会を立ち上げた。
鉄道技術研究所の懇親旅行時に座席予約ができず立って乗車することになった穂坂は、車中で座席予約のオンライン化を着想。当時、座席予約は台帳と電話によって人手で管理されており、処理に時間がかかるうえ、人為的ミスが起きやすい仕組みになっていた。
勉強会を母体にして予算を獲得した穂坂は、大野や発注先となる日立製作所と共に苦心の末にシステム化し、1960年に試作機であるMARS1を実用化した。東京大阪間のビジネス特急4列車3600席について14日間分が予約可能になった。
このMARS1は稼働率99.95%という非常に高い信頼性を誇り、現場の業務効率化にも大きく貢献したため、国鉄は全国のかつ複数の業務を対象としたオンラインシステムの開発を指示。穂坂らは大規模かつ汎用性を備えたシステムとしてMARS101を開発しこれも実用化に成功し、その後の国鉄のコンピューターシステム発展の礎となった。
コンピューター自体が国内にほとんど存在しなかった当時に、コンピューターによる業務大幅効率化を着想し、予算獲得、人材育成、ハードウェアやOSの開発、オンラインリアルタイム処理の実現、実用化を行った功績は大きく、後に日本におけるコンピューターの発展への寄与を称えられ、日本人として初のIEEE Computer Pioneer Awardを授与された。

### 東京証券取引所 相場報道システム
その後東京大学に移った穂坂は、取引所の近代化、特に取引価格形成の明確化を課題としたコンピューター化支援の依頼を受け、東京証券取引所とメーカーとの間に立ち、要件定義支援や技術監修を行った。

### 曲面形状のコンピューターモデル化
1960年代後半、コンピューターにおける図形の取り扱いに関心を深めつつあった穂坂は、1975年にベジェの曲線表現式の単純化と、接続条件の明確化に成功した。さらにこれを発展させて各種の式を統一し、自由曲面の接続、合成の定式化だけでなく、形状評価や自由曲面の干渉計算問題も解決した。これにより設計対象の情報モデル構築が可能になった。
従来人の手で粘土造形を行って自動車のスタイル造形を行っていたトヨタ自動車は、この研究成果を世界に先駆けて取り入れ、プレス金型切削を自動化することに成功した。
これらの成果は1996年の日本学士院賞受賞時に「学術価値が高いだけでなく実社会において有効に利用され、日本の主要な機械製造工業がその製品の開発期間の短縮、その品質と生産効率において世界最高の地位を占めるに至ったことに大きく貢献している。」と評価されている。

## 著書・受賞歴等

### 主な受賞歴
- 科学技術庁長官賞（1961年）
- 紫綬褒章（1971年）
- 勲三等旭日中綬章（1995年）
- 日本学士院賞（1996年）
- CG Japan Award（2004年）
- IEEE Computer Pioneer Award（2006年） ※2019年現在日本人では唯一である

### 主要著書
- 『実時間システム概論』高田昇平、大須賀節雄と共著 共立出版 1970年
- 『コンピュータ・グラフィックス』 産業図書 1974年
- 『統合化CAD/CAMシステム』佐田登志夫と共著 オーム社 1994年